# Župnija Kokra
Župnija Kokra je nekdanja rimskokatoliška teritorialna župnija Dekanije Šenčur Nadškofije Ljubljana. Župnija je bila z odlokom nadškofa msgr. Stanislava Zoreta OFM 1. januarja 2020 pridružena Župniji Preddvor, katere župnik je že predtem upravljal Župnijo Kokra. Tako je cerkev Brezmadežnega spočetja Device Marije postala podružnična cerkev povečane Župnije Preddvor.